# Comuna Prîborivka, Lîpoveț
Prîborivka (în ucraineană Приборівка) este o comună în raionul Lîpoveț, regiunea Vinnița, Ucraina, formată din satele Kosakivka și Prîborivka (reședința).

## Demografie
Componența lingvistică a satului Prîborivka
     Ucraineană (99,29%)
     Alte limbi (0,7%)
Conform recensământului din 2001, majoritatea populației satului Prîborivka era vorbitoare de ucraineană (99,29%), existând în minoritate și vorbitori de alte limbi.